# Ачуми (народ)
Ачуми — иранский субэтнос, который проживает в основном в южных провинциях Ирана, а именно: Фарс, Керман, Хормозган и восточная часть Бушера.
Большинство из них являются суннитами и живут в районе Персидского залива. Разговаривают на языке ачуми.

## Национальная кухня
Вартва — тесто, которое кладут на сковороду, ставят на огонь и смешивают со смесью яиц, кунжута и рыбного соуса.